# Extra allt
Extra allt var ett sketchprogram i åtta avsnitt som sändes i SVT under våren 2004. Tanken var att programmet skulle sändas live från en humorklubb i Malmö med samma namn, men av praktiska skäl spelades programmet i stället in i SVT:s studio 1 i Malmö.[källa behövs] Avsnitten gästades av kända komiker, bland annat Anders & Måns.